# ザザンボ
ザザンボ
1. 福島県の方言で葬式のこと。
2. 1992年に制作された日本映画。本稿で詳説する。

『ザザンボ』は、1992年に制作された渡辺文樹監督の映画。1976年12月に福島県田村郡三春町で実際に起きた中学生の自殺事件（福島県要田中学校生徒自殺事件）をベースに制作された。

## 公開までの顛末
本来この映画は、松竹のプロデューサー奥山和由が渡辺に対し「天皇・同和・警察問題さえ扱わなければ好きなものを撮って構わない」と言って製作費を渡したことから企画された映画である。映画は無事完成し、第5回東京国際映画祭で上映される運びとなるが、松竹側は公開・配給を拒否した。理由は、死んだ少年の家に天皇家の写真が飾られているというシーンが、「天皇問題を扱わない」という事前の約束に反したためであり、松竹側は譲歩条件としてそのシーンを削除することを提案したが、それを旧態依然たるムラ社会の象徴として表現したかった渡辺はその条件をのまず、松竹からフィルムを買い取って全国で自主配給・興行を行い、様々な話題を呼んだ。後に題材となった少年の遺族から訴訟を起こされ、人権問題にも発展している。
また、映画撮影前に遺族に無断で中学生が土葬された墓を監督が掘り起こし死因を調べようとしていたことが1994年に発覚した。

## あらすじ
東北地方の農村で、知的障害を持つ中学生が自殺した。少年の死に疑問を持った担任教師は事件の裏側を調べる。そこには、学級の問題や家庭環境のみならず、ムラ社会の闇が潜んでいた。実はその少年は近親相姦で産まれた子であった

## スタッフ
- 監督 : 渡辺文樹
- 製作 : 渡辺文樹
- 脚本 : 渡辺文樹
- 撮影 : 渡辺文樹
- 音楽 : 小山貢、五十嵐咲子
- 美術 : 中川光則、石橋弘幸
- 録音 : 鈴木法之、山田聖二、中村裕二
- 照明 : 久米成男

## キャスト
- 渡辺文樹
- 秋山誠
- 小勝新
- 鈴木法之
- 森田まゆみ
- 成田珠巳
- 井上真樹夫（友情出演）

## 福島県要田中学校生徒自殺事件
1976年12月7日、福島県田村郡三春町組合立要田中学校の知的障がいのある男子生徒Ａ（中３・14歳）が「学校がこわい」と19回も繰り返された遺書を残して、自宅近くの葉タバコ乾燥小屋の中で首吊り自殺した。それ以前に学校で公金と教師の貯金通帳と印鑑などが盗まれ、教師４人がＡに暴行を加えるなどして詰問、白状するまで毎日調べるぞと言われ、Ａは犯行を認めたが、その後犯人が見つかったものの共犯を疑われ、再び詰問されていた。
警察は1977年1月31日付で、学年主任を暴行容疑で書類送検、福島県教育委員会は1977年3月25日、校長の引責辞職を認め、教頭と学年主任を戒告処分、取り調べに関与した教諭3人を文書訓告処分にした。Ａは自殺でなく家族に殺害されたとの噂がたったが、警察は「鑑定の結果、自殺に疑いはない」と否定した。